# Damir Mulaomerović
Damir Mulaomerović (Tuzla, 19. rujna 1974.), hrvatski košarkaški trener i bivši košarkaš. Igrao je na poziciji razigravača.

## Karijera

### Igračka
Karijeru je započeo u tuzlanskoj Slobodi. Nedugo nakon rata u Bosni i Hercegovini, odlazi u Zagreb i potpisuje za Cibonu. Ostaje u Ciboni sve do sezone 1997./98. kada odlazi u talijanski Fortitudo. Igrao je još i za španjolski Real Madrid.
U Grčkoj je ostavio najveći trag. S Panathinaikosom je u sezoni 2001./02. osvojio Euroligu. Dok je igrao za PAOK i Panellinios bio je jedan od najboljih asistenata i strijelaca lige. Sezonu 2006./07. odigrao je za Olympiacos, kao zamjena za ozljeđenog Macijauskasa. No ubrzo je došlo do svađe između njega i trenera, pa je morao ranije napustiti klub. 
U siječnju 2007. potpisuje za španjolsku Bruesu, ali ozljeda mu je poremetila planove. Kada se je vratio na teren, klub nije bio zadovoljan njegovim igrama, te je otpušten. U ljeto 2007. vraća se u Hrvatsku i bio je na korak da potpiše ugovor s Cedevitom. No ubrzo zatim stiže ponuda Cibone, te je prihvaća i potpisuje 1-godišnji ugovor. Kako je Cibona odigrala vrlo lošu sezonu u borbi za euroligaški ugovor, došlo je do drastičnih promjena u sastavu i tako nije bilo mjesta za Mulamerovića. 
Natrag se vraća u Grčku, igrati za svoj nekadašnji klub PAOK. Ondje je proveo samo jednu polusezonu, jer se već u siječnju 2009. vraća doma te potpisuje za KK Zagreb. 

### Trenerska
Danas je trener Cedevite Junior, a od siječnja 2022. izbornik je hrvatske košarkaške reprezentacije.

## Vanjske poveznice
- Profil na NLB.com